# لوكاس غامبا
لوكاس إيمانويل غامبا (بالإسبانية: Lucas Gamba)‏ (ولد في 24 يونيو 1987) لاعب كرة قدم أرجنتيني يلعب لصالح هوراكان.

## روابط خارجية
- لوكاس غامبا على موقع قاعدة بيانات كرة القدم.إي يو (الإنجليزية)
- لوكاس غامبا على موقع Soccerway.com (الإنجليزية)